# Muy dentro de mi corazón
Muy dentro de mi corazón es el nombre del quinto álbum de estudio grabado por el cantante mexicano Alejandro Fernández. Fue lanzado al mercado bajo el sello discográfico Sony Music el 10 de diciembre de 1996. Fue producido por Pedro Ramírez. Se grabaron videos de las canciones «Nube viajera» y «Abrázame». Otras canciones conocidas de este álbum son «Moño negro» y «Es la mujer». Este álbum recibió una nominación para los Premios Grammy al mejor álbum de música mexicana/mexicana-estadounidense el 25 de febrero de 1998 y también recibió una nominación para el álbum regional mexicano del año en los Premio Lo Nuestro de 1998.

## Lista de canciones
| N.º   | Título                                                                      | Escritor(es)                                     | Duración |  |
| 1.    | «Dentro de mi corazón»                                                      | Armando Manzanero                                | 3:17     |  |
| 2.    | «Cómo puede ser»                                                            | Armando Manzanero                                | 3:46     |  |
| 3.    | «Nube viajera»                                                              | Jorge Massías                                    | 4:04     |  |
| 4.    | «Que digan misa (No fue mi culpa)»                                          | Manuel Eduardo Castro                            | 2:26     |  |
| 5.    | «Es la mujer»                                                               | Alberto Chávez                                   | 2:58     |  |
| 6.    | «Ya sé qué dices»                                                           | Manuel Monterrosas                               | 3:18     |  |
| 7.    | «Moño negro»                                                                | Manuel Monterrosas                               | 2:24     |  |
| 8.    | «Abrázame»                                                                  | Rafael Ferro García · Julio Iglesias             | 3:18     |  |
| 9.    | «Me llevarás en ti»                                                         | Jorge Villamil                                   | 3:43     |  |
| 10.   | «Es cosa de hombres»                                                        | José Guadalupe Esparza                           | 3:02     |  |
| 11.   | «Chatita querida»                                                           | Joan Sebastian                                   | 2:15     |  |
| 12.   | «Popurrí caribeño» (La paloma / Cuando salí de Cuba / He perdido una perla) | Iradier Montes Gil · Luis Aguilé · Nazario López | 5:35     |  |
| 37:42 |                                                                             |                                                  |          |  |

## Listas de posiciones

### Álbum
| Año  | Listas                            | Posición |
| ---- | --------------------------------- | -------- |
| 1997 | Billboard Top Latin Albums        | 13       |
| 1997 | Billboard Regional Mexican Albums | 5        |

### Sencillos
| Año  | Listas                                   | Canción        | Posición |
| ---- | ---------------------------------------- | -------------- | -------- |
| 1996 | Billboard Hot Latin Songs                | «Moño negro»   | 16       |
| 1997 | Billboard Latin Regional Mexican Airplay | «Moño negro»   | 12       |
| 1997 | Billboard Hot Latin Songs                | «Nube viajera» | 9        |
| 1997 | Billboard Latin Regional Mexican Airplay | «Nube viajera» | 7        |
| 1997 | Billboard Latin Pop Airplay              | «Nube viajera» | 16       |
| 1997 | Billboard Hot Latin Songs                | «Es la mujer»  | 7        |
| 1997 | Billboard Latin Regional Mexican Airplay | «Es la mujer»  | 4        |
| 1997 | Billboard Hot Latin Songs                | «Abrázame»     | 31       |
| 1997 | Billboard Latin Pop Airplay              | «Abrázame»     | 16       |

## Certificaciones
| País           | Organismo certificador | Certificación | Ventas certificadas | Simbolización |
| -------------- | ---------------------- | ------------- | ------------------- | ------------- |
| Estados Unidos | RIAA (Latin)           | 2× Platino    | 200 000             | 2▲            |